# Yilehuli Shan
Yilehuli Shan är en bergskedja i Kina. Den ligger i den nordöstra delen av landet, 1 400 km nordost om huvudstaden Peking.